# ارين بيل
ارين بيل (بالإنجليزية: Warren Bell)‏ (23 يوليو 1986 في جنوب أفريقيا - ) هو لاعب كريكت جنوب أفريقي. لعب مع Northern Cape (cricket team) ‏.

## وصلات خارجية
- ارين بيل على موقع إي آس بي آن كريك إنفو (الإنجليزية)